# Partido Regionalista de Cantabria
El Partido Regionalista de Cantabria (PRC) es un partido político español de carácter regionalista cántabro cuyo ámbito territorial se circunscribe a la comunidad autónoma de Cantabria.
Se fundó a finales de 1978. Tuvo su origen en la Asociación para la Defensa de los Intereses de Cantabria (ADIC) y su objetivo inicial era promover la autonomía de la provincia de Santander, con el nombre de Cantabria, y así evitar que fuera integrada en Castilla y León. Ha formado parte de gobiernos de coalición en Cantabria entre 1995 y 2011. Hasta 2003 lo hizo con el Partido Popular. Desde ese año, ostentando la presidencia de la comunidad, en coalición con el PSOE. Su presencia institucional actual está compuesta por 8 diputados en el Parlamento de Cantabria y 293 concejales.  Torrelavega es el municipio más poblado en el que ostenta la alcaldía. En 2019 fue la primera fuerza política en el parlamento autonómico y la tercera por votos en las elecciones generales y municipales (segunda en alcaldes y concejales). En 2023 pasa a tener 8 diputados  en el parlamento de Cantabria
El secretario general del partido es, desde 1988, Miguel Ángel Revilla, el cual ha sido el candidato del PRC a la presidencia de Cantabria en todas las elecciones autonómicas desde la promulgación del estatuto de autonomía. En 2011 declaró contar con unos 8000 militantes. La organización juvenil del partido es Juventudes Regionalistas de Cantabria (JRC).

## Ideología

El Partido Regionalista de Cantabria es un partido político cuyo ámbito territorial se circunscribe a Cantabria

El Partido Regionalista de Cantabria es bastante difícil de definir ideológicamente. Debido a que es un partido que tiene como principal objetivo defender los intereses de Cantabria, así como sus tradiciones y peculiaridades, podríamos pensar que tiene un carácter tradicionalista fuerte y probablemente en sus inicios así fue, aunque lo cierto es que a lo largo de las décadas su discurso ha ido evolucionando hacia un espectro político que podríamos denominar como progresista, con características del Estado Del Bienestar en lo que a asuntos sociales se refiere, pero conservando ese carácter de defensor de las tradiciones de Cantabria que son su seña de identidad. Buen reflejo de esa evolución ideológica es que en sus inicios el Partido llegó a acuerdos de gobierno con el Partido Popular, pero posteriormente y en la actualidad su principal socio de gobierno ha sido y es el PSOE. Además el partido se caracteriza por un fuerte personalismo de su líder, Miguel Ángel Revilla, que ha sido una persona destacada en la organización desde sus inicios y al que es inevitable identificar con el mismo. 
El Partido Regionalista de Cantabria surgió en 1978 en el marco de la movilización política e intelectual promovida por la Asociación para la Defensa de los Intereses de Cantabria. Su reivindicación fundamental era la creación de una comunidad autónoma uniprovincial para la antigua provincia de Santander, separada de lo que luego sería Castilla y León. Su programa era confuso y "poco articulado" y a su propósito fundamental de conseguir la autonomía añadía elementos dispares como el regeneracionismo de raíz noventayochista o el personalismo cristiano. Sus raíces ideológicas se remitían al regionalismo de raíz funcional (esto es, basado en criterios de eficacia económica, no en criterios históricos o identitarios) tardofranquista con elementos populistas. Este discurso ideológicamente poco desarrollado tenía componentes fundamentalmente conservadores cuyo discurso movilizador apelaba a un auditorio interclasista denunciando los supuestos privilegios que estaban obteniendo las nacionalidades históricas y reclamando inversiones en Cantabria que redundasen en la mejora de las condiciones de vida del territorio.
Con la llegada al gobierno del PRC durante la década de 1990, este presionó para conseguir la mayor cantidad de competencias y su correspondiente dotación económica. Desde ese punto de vista, la reivindicación competencial perseguía una equiparación de competencias entre todas las comunidades autónomas, independientemente de su estatus. Al mismo tiempo, se buscaba potenciar la legitimación de la nueva institución autonómica mediante la exaltación de la historia y de los rasgos culturales y tradiciones autóctonos.
Actualmente, se considera generalmente al PRC como un partido de centro, y el propio PRC afirma que su electorado se encuentra situado en un "amplio centro político", si bien también se considera que el electorado del PRC está sociológicamente más próximo al espectro de la izquierda que al de la derecha. A lo largo de su historia, el PRC ha pactado a derecha e izquierda, con Partido Popular y PSOE.
Oficialmente, el PRC se define como un partido democrático, social y aconfesional. Al mismo tiempo:
- declara que su objetivo es la defensa de los intereses de Cantabria, adoptando sus decisiones sin depender de partidos de ámbito estatal;
- sostiene que la justicia social es el referente de su acción política, promoviendo el "desarrollo y consolidación" del estado del bienestar;
- se define como autonomista, por lo que considera que la mejor manera de gestionar los recursos de Cantabria es la descentralización política y el derecho de autogobierno;
- considera a Cantabria y a España como "dos realidades históricas distintas y complementarias, cada una de ellas con un ámbito de decisión sobre los asuntos que afectan a los ciudadanos de Cantabria, que se integran de forma natural en ambas" (a ese respecto, su secretario general, Miguel Ángel Revilla, ha declarado "[s]omos profundamente españoles porque somos cántabros. Yo soy la antítesis del nacionalismo");[18]
- tiene una "vocación europea" buscando el reforzamiento de sus instituciones;
- afirma ser un partido de progreso, valorando al mismo tiempo la historia y tradiciones de Cantabria (Revilla ha declarado que "defender las raíces y la cultura de un pueblo es moderno y progresista");[18]
- promueve el desarrollo sostenible.

## Historia

### Fundación y primeros años
La fundación del Partido Regionalista de Cantabria tuvo lugar el 10 de noviembre de 1978. Tuvo su origen en la Asociación para la Defensa de los Intereses de Cantabria (ADIC), creada en 1976 con el objetivo de promover la autonomía cántabra. Los fundadores del partido fueron el economista Miguel Ángel Revilla, los sindicalistas José Somarriba y José Luis Oria, Ignacio Gómez Llata, el catedrático Eduardo Obregón y Manuel Alegría. Los cuatro primeros procedían de ADIC. Revilla y Gómez Llata habían sido dos de los principales impulsores de la asociación, de la que Revilla fue el primer presidente. Somarriba y Oria habían formado parte, con Revilla y Gómez Llata, de la primera junta directiva de ADIC. Obregón era un católico antifranquista que había sido candidato al Senado en las elecciones de 1977 por la candidatura izquierdista Fuerzas Democráticas, y que se convirtió en el líder de la formación. También estuvo entre los fundadores el senador Benito Huerta (destacado miembro de Izquierda Democrática, compañero de Obregón en la candidatura de Fuerzas Democráticas, y que sí había resultado elegido, aunque más tarde pasaría al PSOE) o disidentes del PSOE, como Ramón Arias Aspiazu, que había sido secretario general del PSOE en la provincia de Santander.

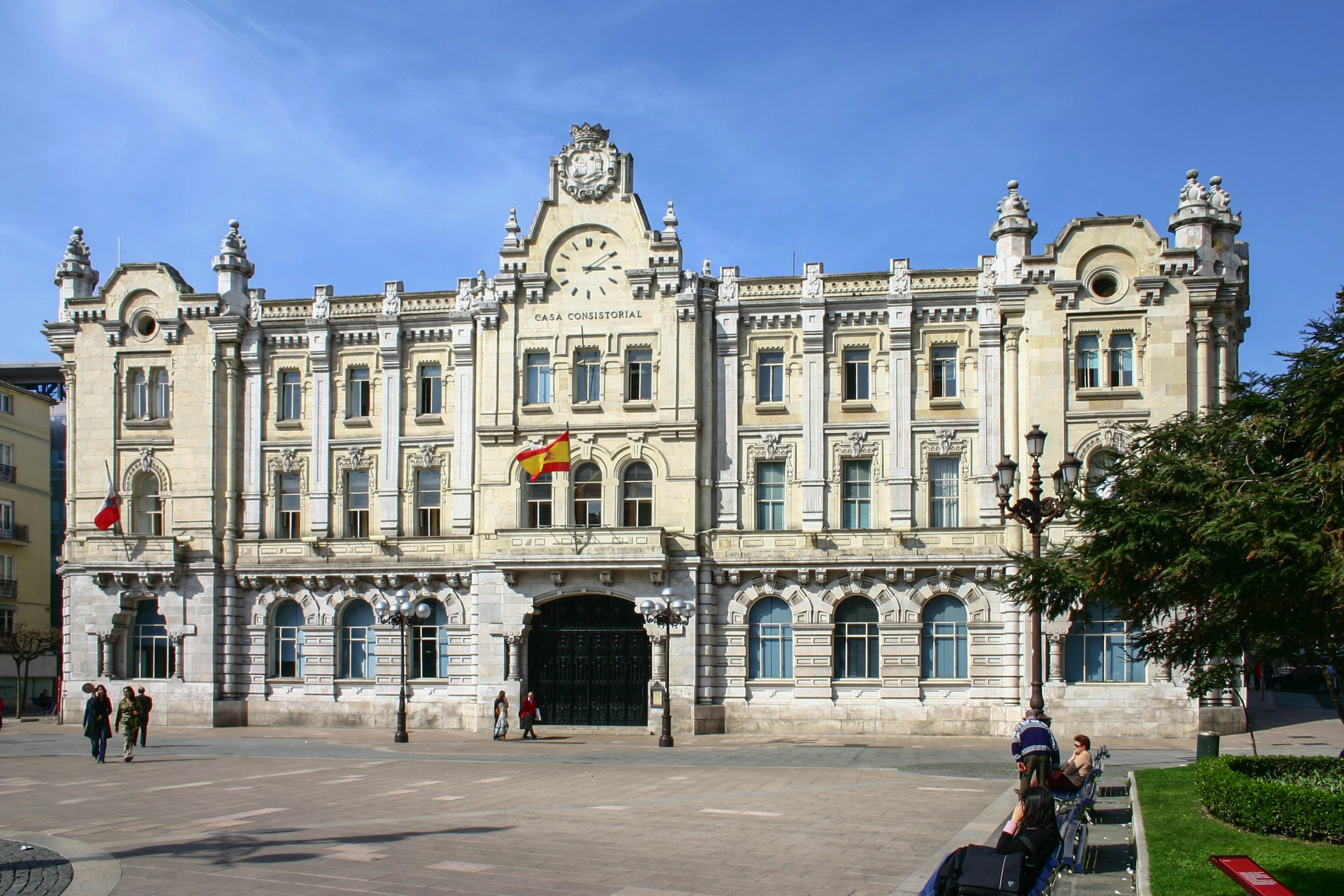
Ayuntamiento de Santander. El PRC obtuvo cuatro concejales en Santander en las primeras elecciones municipales de la democracia, las celebradas en abril de 1979. Su abstención en la sesión de investidura permitió la elección de Juan Hormaechea (UCD) como alcalde

En marzo de 1979 concurrió por primera vez a unas elecciones, presentando una candidatura al Senado, de la que formaban parte Huerta, Obregón y Ramón Arias Azpiazu. Los candidatos del PRC fueron globalmente los terceros en sufragios, sin conseguir representación.
Un mes después, tuvieron lugar las primeras elecciones municipales tras la llegada de la democracia, en las que también participó el PRC. Los regionalistas fueron capaces de presentar candidaturas en 43 de los 102 municipios cántabros, consiguiendo 23 870 votos (casi un diez por ciento de los votos en Cantabria), 81 concejales y cinco alcaldías, siendo la de Santillana del Mar la más importante. En Santander obtuvieron cuatro concejales, convirtiéndose en la tercera fuerza del consistorio, con Eduardo Obregón como cabeza de lista. Allí, aunque el PRC había pactado con los partidos de izquierda (PSOE, PCE y PTE-ORT), con los que sumaban mayoría absoluta, la elección de Jesús Cabezón (PSOE) como alcalde, finalmente votaron a su propio candidato, lo que permitió la elección de Juan Hormaechea (UCD), candidato de la lista más votada. Las elecciones municipales sirvieron para elegir también la primera diputación provincial democrática desde el final de la dictadura. De acuerdo con los resultados de las municipales, el PRC obtuvo un diputado provincial, Esteban Solana, de 27 (por 18 de la UCD y 8 del PSOE).
El primer congreso del PRC se celebró los días 8 y 9 de diciembre de 1979 en Puente Viesgo y a él asistieron representantes de partidos regionalistas y nacionalistas del País Vasco, Cataluña, Galicia, Extremadura, Andalucía, País Valenciano y Aragón. En él se aprobaron los estatutos y una propuesta de estatuto de autonomía.
El PRC contó inicialmente con el apoyo del Partido Nacionalista Vasco. No solo asistieron representantes del PNV al primer congreso regionalista, sino que dirigentes de ambos partidos participaron en actos comunes, como el realizado en marzo de 1981 en Vitoria, en el que el Carlos Garaikoetxea, presidente del Consejo General Vasco y futuro lehendakari compartió estrado con el líder regionalista Miguel Ángel Revilla, prometiendo un apoyo incondicional a una futura comunidad autónoma cántabra.
Decidido impulsor de la autonomía cántabra, su decisión de no concurrir a las elecciones generales y su comparativamente débil apoyo electoral hicieron que su participación en el proceso autonómico fuese pequeña. Así, hubo un único representante del PRC, Esteban Solana, en la Asamblea Mixta de parlamentarios y diputados provinciales (compuesta por los nueve diputados y senadores elegidos por Cantabria más los 27 diputados provinciales) constituida el 10 de septiembre de 1979 (por 22 de la Unión de Centro Democrático y 11 del PSOE) para redactar el estatuto de Autonomía. La asamblea eligió una ponencia de diez miembros, de la que también fue integrante Solana, para elaborar el anteproyecto de estatuto.
El 2 de junio de 1980 la asamblea aprobó el proyecto de estatuto con el único voto a favor de los representantes de la UCD. El representante regionalista acompañó a los socialistas en su rechazo. Como fruto de la colaboración entre regionalistas y nacionalistas vascos, fueron estos los que, al carecer el PRC de representación en el Congreso de los Diputados, tramitaron las enmiendas de los regionalistas cántabros durante la tramitación del estatuto en las Cortes españolas. Las enmiendas fueron rechazadas en su mayoría y el PRC mantuvo su rechazo ante el estatuto, del que consideraban no proporcionaba las cotas de autogobierno necesarias para Cantabria.
Tras la aprobación del estatuto y su entrada en vigor, el 20 de febrero de 1982 se constituyó la primera y provisional Asamblea Regional de Cantabria, en funcionamiento hasta que se celebrasen las primeras elecciones regionales, que tuvieron lugar en mayo de 1983. Esta asamblea provisional estaba integrada por los miembros de la Asamblea Mixta, lo que permitió al PRC acceder por primera vez al órgano legislativo autonómico, en la persona de Solana.
En diciembre de 1981 se había llevado a cabo el segundo congreso del PRC. En él Benito Huerta presentó una ponencia para definir al PRC como partido de izquierdas, que fue derrotada por escaso margen, ante lo cual él y un tercio de la militancia abandonaron el partido. También se eligió a Eduardo Obregón como secretario general.
En las primeras elecciones autonómicas, en 1983, el PRC presentó como candidato a presidente a Miguel Ángel Revilla. El alejamiento entre ADIC y el partido que había surgido de ella, el PRC, llevó a que ADIC creara una nueva opción política, la Agrupación Nacionalista de Cantabria, que se presentó a las elecciones encabezada por Rafael de la Sierra, expresidente de ADIC, con un programa basado en el desarrollo del estatuto de autonomía, el crecimiento económico, la profundización de la identidad cántabra y la defensa del medio ambiente. Aunque los nacionalistas no consiguieron apenas sufragios (no llegaron a 1900 votos, un 0,67 %), los resultados de los regionalistas fueron modestos (6,76 % de los votos), si bien suficientes para entrar en la asamblea como tercera fuerza política, con dos diputados de 35. Coalición Popular obtuvo la mayoría absoluta y el democristiano José Antonio Rodríguez Martínez fue elegido primer presidente de Cantabria. En las municipales, los regionalistas perdieron casi la mitad de los votos respecto a 1979. Obtuvieron 13 644, que se tradujeron en 63 concejales y seis alcaldes. Si bien obtuvieron una alcaldía más, perdieron una cuarta parte de sus concejales y se quedaron fuera del ayuntamiento de Santander. Por otra parte, no tardó en comenzar una etapa de crisis y convulsiones parlamentarias que duraría más de diez años. El primer presidente no terminaría la legislatura, siendo sustituido por Ángel Díaz de Entresotos, de Alianza Popular. El grupo parlamentario popular tampoco terminó intacto la legislatura, pasando varios de sus miembros al Grupo Mixto.
Durante esta legislatura tuvo lugar una controversia relacionada con el municipio de Villaverde de Trucíos, un enclave cántabro en Vizcaya El 26 de septiembre de 1986 el pleno del ayuntamiento aprobó, con los votos de seis de los siete concejales (tres socialistas, uno del PDP, uno de Coalición Popular y uno del Partido Regionalista de Cantabria) solicitar su integración en la provincia vasca. A pesar de que uno de los concejales favorables a transferir Villaverde a Vizcaya era regionalista, el PRC se significó en el rechazo a dicha medida, convocando concentraciones cantabristas en dicho municipio.

### En la oposición a Juan Hormaechea
La legislatura 1987-1991 fue, de nuevo, muy convulsa en el Parlamento de Cantabria, así como en el seno del PRC, y ambas situaciones estuvieron relacionadas. La legislatura comenzó de forma positiva para los regionalistas. De nuevo con Miguel Ángel Revilla de cabeza de lista, las elecciones autonómicas de junio de 1987 proporcionaron un sustancial aumento del respaldo del PRC, que dobló sus votos y pasó de 2 a 5 diputados —de 39—, manteniéndose como tercera fuerza de la asamblea regional. En las municipales obtuvo 102 concejales, en tanto que en las europeas, que tuvieron lugar en la misma fecha, y a las que el PRC se presentó en solitario por primera y única vez en su historia, obtuvo 14 553 votos. El candidato regionalista era Javier Rosino Mata, alcalde de Santillana del Mar.
Aunque la candidatura de Alianza Popular encabezada por el independiente Juan Hormaechea fue la más votada, se quedó a un escaño de la mayoría absoluta, lo que permitió que el apoyo de toda la oposición (PSOE, PRC y CDS) al candidato regionalista, Eduardo Obregón, facilitase su investidura como presidente de la Asamblea Regional de Cantabria. Hormaechea resultó finalmente elegido presidente gracias a la abstención del CDS.
El grupo parlamentario regionalista en la asamblea regional comenzó a resquebrajarse en enero de 1988, cuando el diputado Esteban Solana rompió la disciplina de voto. El diputado regionalista se alineó con el gobierno de Hormaechea, permitiéndole, de facto, conseguir la mayoría absoluta, e impidiendo el triunfo de una moción de reprobación presentada contra el presidente (que había efectuado unas declaraciones al diario Deia en las que se mostraba indiferente hacia el paso de Villaverde de Trucíos a la provincia vasca) en febrero de dicho año. Solana formaba parte de la candidatura "crítica" que, encabezada por el concejal de Santander, Miguel Pérez Bustamante, disputaba la secretaría general a Miguel Ángel Revilla, en el IV congreso del partido, que se celebraría a finales de febrero.
La crisis del PRC se saldó con la expulsión de Solana, Pérez Bustamante y otros militantes destacados de la corriente crítica, los cuales habían decidido no reconocer el congreso del PRC como válido. Como consecuencia el PRC perdió su representación en el ayuntamiento de Santander y, con la marcha de Solana al Grupo Mixto, el PRC pasó de cinco a cuatro diputados en la Asamblea Regional de Cantabria. Los expulsados, a los que se unieron otros militantes que abandonaron el partido, formaron el Partido Nacionalista de Cantabria (PNC). En la asamblea, Solana dio su apoyo al presidente de Cantabria, Juan Hormaechea (el cual le nombró asesor para el área de Infraestructura Rural), anunciándose la colaboración entre el nuevo partido y el ejecutivo. En Santoña el antiguo concejal del PRC se pasó al PNC y apoyó una moción de censura de Alianza Popular contra el alcalde socialista.
Al tiempo que la vida política cántabra seguía su agitado devenir, el PRC comenzó a trabajar con otros partidos regionalistas de centro-derecha para concurrir unidos a las siguientes elecciones europeas, las de 1989. A finales de 1987 se creó el Grupo de Trabajo de Partidos Regionalistas en Pamplona, en una reunión en la que participaron Unión del Pueblo Navarro, Partido Aragonés Regionalista, Unión Valenciana, Partido Riojano Progresista, Unión Mallorquina, Extremadura Unida y Unión del Pueblo Melillense, que sería el origen de la candidatura de la Federación de Partidos Regionales (FPR). La Federación, sin embargo sufrió la defección de UPN y PAR, que acordaron concurrir a las elecciones con el PP. La candidatura, sin embargo, se mantuvo, con Héctor Villalba, político de Unión Valenciana y parlamentario autonómico, como cabeza de lista. Las elecciones, sin embargo, constituyeron un fracaso, tanto por los resultados globales de la candidatura, que no consiguió representación, como por los obtenidos en Cantabria (apenas 6000 votos).
En febrero de 1989 se produjo una nueva deserción en el grupo parlamentario del PRC, al abandonar el diputado regionalista Ricardo Conde Llagüe el partido y ser nombrado consejero de Sanidad en el gobierno de Hormaechea. El líder del PRC, Miguel Ángel Revilla calificó el paso de los diputados a la órbita del presidente Hormaechea de "compra—venta de
votos o escaños" y de "corrupción", sopesando la posibilidad de abandonar la política.
Las vicisitudes de los representantes parlamentarios del PRC no terminaron allí, ya que el 11 de noviembre de 1989 Obregón fue inhabilitado por el Tribunal Superior de Justicia de Cantabria (TSJC) tras haber retirado la condición de diputado a un miembro del PP que estaba condenado por un delito de carácter social, cuando solo le tenía que haber suspendido por el tiempo que dictaba la sentencia. Obregón presentó un recurso de casación ante el Tribunal Supremo y sin estar, por ello, obligado, presentó su dimisión, permaneciendo como diputado (en 1992 el Supremo revocaría la sentencia del TSJC). Tras este episodio, Obregón dejaría la política. Durante la segunda parte de la legislatura, la crisis se agudizó, pasando dos diputados de AP al Grupo Mixto, por desacuerdos con Hormaechea. Finalmente, fue el propio Hormaechea y sus fieles los que dejaron el grupo parlamentario popular para pasar al mixto. En diciembre de 1990 el PRC apoyó la moción de censura contra el presidente Hormaechea presentada por el PSOE. Tras el acuerdo alcanzado por todos los partidos de la cámara salvo la UPCA, triunfó la moción de censura (con 26 votos: 12 del PSOE, 7 del PP, los 3 diputados del PRC, 2 del CDS y 2 del Grupo Mixto). Se formó un gobierno "de gestión" encabezado por el socialista Jaime Blanco con representantes de todos los partidos que habían apoyado la moción de censura. Solo el presidente y el vicepresidente eran diputados. Un consejero regionalista, Rafael de la Sierra (que habían ingresado en el PRC después de su fracaso electoral en 1983 al frente de la Agrupación Nacionalista de Cantabria), formó parte del ejecutivo como consejero de Cultura, Educación y Deportes. Poco después de la presentación de la moción de censura, miembros de la comisión parlamentaria que investigaba la situación financiera de la consejería de Economía, presentaron una denuncia en el Tribunal Superior de Justicia de Cantabria contra Hormaechea y varios de sus consejeros. Entre los miembros de la comisión estaba Miguel Ángel Revilla.
A pesar de su menguada representación, el PRC había sido la fuerza que llevó la iniciativa en la oposición a Hormaechea, y esperaba que el electorado correspondiera a sus esfuerzos en las elecciones autonómicas de 1991. Enfrente se encontraban, además de los partidos tradicionales, el nuevo partido de Juan Hormaechea, la Unión para el Progreso de Cantabria (UPCA) y los escindidos del PNC. Los resultados fueron una notable derrota para el PRC, que presentaba a su secretario general, Miguel Ángel Revilla, como candidato a presidente, puesto que perdió la mitad de sus votos obteniendo solo dos diputados. En las municipales el descalabro fue menor, aunque perdió una tercera parte de sus votos y de sus concejales, si bien quedó fuera del ayuntamiento de Santander. El populismo de Hormaechea había resultado triunfador. Por su parte, el PNC obtuvo unos resultados testimoniales, sin conseguir representación. Los resultados constituyeron una decepción tal para el líder regionalista que pensó en abandonar la política. En la asamblea, aunque el candidato socialista fue el más votado, Hormaechea fue elegido presidente, gracias al apoyo del Partido Popular.
Pocos meses después de celebradas las elecciones, en noviembre de 1991, se hizo público que Hormaechea, su vicepresidente y ocho antiguos consejeros serían procesados por el TSJC acusados de malversación de fondos y prevaricación. El deterioro de la situación institucional culminó con las elecciones generales de junio de 1993, en las que Hormaechea compitió con el Partido Popular a pesar de haber pactado lo contrario. Por primera vez en su historia, el PRC decidió presentar una candidatura al Congreso, que tuvo poco éxito (18 608 votos, 5,65 % en Cantabria), ya que quedó en quinto lugar, sin obtener representación.
Ante la extraña situación en la que el presidente era solo apoyado por ocho diputados, el PSOE presentó una moción de censura el 19 de julio de ese año, que fue apoyada por el PRC, que fracasó ante la oposición del PP. El 5 de enero de 1994, el PSOE volvió a presentar una moción de censura que, de nuevo, fracasó, siendo solo apoyada por el PSOE y el PRC. Tras celebrarse el juicio contra Juan Hormaechea (en el que el TSJC le condenó, el 24 de octubre de 1994, a seis años de prisión y catorce de inhabilitación), este dimitió. El tribunal consideró probados, entre otros hechos, que Hormaechea había pagado con fondos públicos diversos anuncios y cuñas publicitarias atacando e insultando a adversarios políticos. En concreto, el tribunal apreció que:

... la persona más atacada y denigrada era el señor Revilla Rozi, secretario general del partido regionalista que se mueve en una zona electoral que también pretendía captar el acusado Juan Hormaechea, consiguiendo este que dos miembros de dicho partido y diputados regionales se pasaran al grupo Mixto y posteriormente fueran nombrados consejero de Sanidad y asesor del presidente.

En el proceso de elección del nuevo presidente, el PRC presentó como candidato Miguel Ángel Revilla, recibiendo el apoyo del partido mayoritario de la cámara, el PSOE, que favorecía una salida intermedia a la crisis. Revilla propuso la creación de un gobierno técnico que gestionara la comunidad hasta las elecciones. Sin embargo, el candidato regionalista solo contó con el apoyo del PSOE, por lo que Revilla no fue elegido presidente. El rechazo de la cámara al candidato del Partido Popular hizo que Hormaechea siguiese al frente del gobierno hasta el final de la legislatura.

### En la vicepresidencia del Gobierno de Cantabria con el PP (1995-2003)

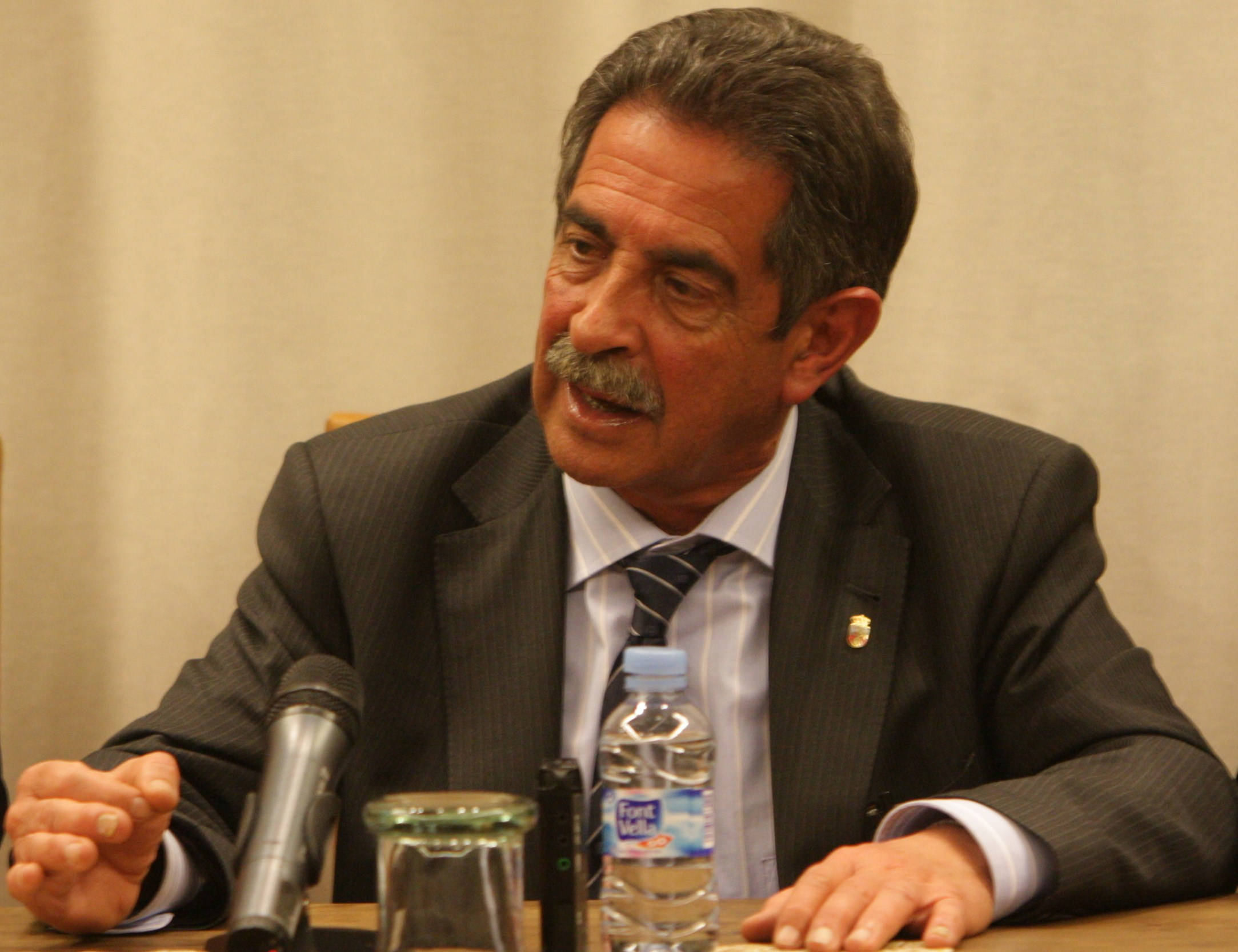
Miguel Ángel Revilla fue presidente del Gobierno autonómico entre 2003 y 2011. Anteriormente fue vicepresidente durante el gobierno del popular Martínez Sieso (1995-2003)

Las elecciones autonómicas de 1995 supusieron el inicio de una etapa de normalización institucional en Cantabria. Juan Hormaechea fue inhabilitado como candidato, y su partido solo pudo lograr el tercer puesto, con siete escaños. El Partido Popular ganó las elecciones, pero muy lejos de la mayoría absoluta —13 escaños—. El PRC, de nuevo con Miguel Ángel Revilla como candidato a presidente, consiguió un notable avance, puesto que más que dobló sus votos, pasando de dos a seis escaños. Cinco partidos obtuvieron representación en la Asamblea Regional de Cantabria (PP, PSOE, UPCA, PRC e IU), sin ninguna opción claramente mayoritaria, por lo que finalmente el PRC pactó con el PP un gobierno de coalición, bajo la presidencia del popular Martínez Sieso, con Miguel Ángel Revilla de vicepresidente y consejero de Obras Públicas y con regionalistas en otras dos consejerías. El nuevo gobierno, que estaba a un escaño por debajo de la mayoría absoluta, se fijó el objetivo de normalizar la vida política e institucional de la comunidad. Falto de mayoría, el gobierno tuvo alcanzar acuerdos con el resto de las fuerzas políticas, consiguiendo sus objetivos, consiguiendo una estabilidad desconocida en las legislaturas anteriores. De esta forma, se consiguió el desbloqueo de las transferencias de competencias del Estado pendientes, se aceptó el nuevo modelo de financiación autonómica, o se consiguieron ejecutar programas europeos congelados desde 1994. Durante esta legislatura, todos los partidos presentes en el Parlamento acordaron proceder a la reforma del estatuto de autonomía, de forma que igualase el techo competencial de Cantabria al del resto de comunidades autónomas. El Parlamento creó una ponencia de cinco miembros, uno por cada partido representado en la cámara, que comenzó sus trabajos en abril de 1996. Rafael de la Sierra fue el representante regionalista. Entre las modificaciones introducidas estaba la consideración de Cantabria como «comunidad histórica» o la eliminación de la posibilidad de incorporarse a otra comunidad autónoma limítrofe —en referencia a Castilla y León—. La Asamblea Regional de Cantabria pasaba a denominarse Parlamento de Cantabria y el Consejo de Gobierno se quedaba en Gobierno simplemente. Tras esta reforma, Cantabria recibió las transferencias en materia educativa y sanitaria, las dos competencias de mayor nivel presupuestario y repercusión social.
También durante esta legislatura se produjeron otros movimientos políticos que afectaron al PRC. Así, la desintegración de la UPCA produjo un trasvase de cargos públicos al Partido Popular y, también, al PRC: concejales de 11 ayuntamientos, entre ellos 7 alcaldes, dejaron la UPCA y pasaron al partido regionalista. La alcaldía más importante que pasó al PRC fue la de Castro Urdiales.
Las elecciones autonómicas de 1999 supusieron una reducción de los partidos presentes en la cámara. Salieron de ella IU y la UPCA, en trance de desaparición. Subieron significativamente el PSOE y el PP, en tanto que el PRC, aunque bajó ligeramente en votos, mantuvo su representación parlamentaria (en cambio, en las municipales el PRC consiguió un sustancial avance, logrando sus mejores resultados, en votos y concejales, hasta la fecha). A pesar de su avance —de 13 a 19 escaños—, el PP no logró la mayoría absoluta, por lo que se mantuvo la misma coalición de gobierno, que ahora sí que contaba con la mayoría absoluta. Gracias al pacto con el PP, el PRC consiguió la presidencia del Parlamento de Cantabria (en la persona de Rafael de la Sierra, vicesecretario general del PRC), la vicepresidencia del gobierno, dos consejerías (la de Obras Públicas, Urbanismo y Vivienda, la de mayor inversión, para Miguel Ángel Revilla, que también era el vicepresidente), la alcaldía del segundo municipio más poblado de la comunidad autónoma (Torrelavega, para Francisco Javier López Marcano, aun cuando el PP había obtenido más votos que el PRC), así como la participación en la alcaldía de Santander, donde el PP, que disponía de mayoría absoluta, no necesitaba ningún pacto. Uno de los puntos fundamentales demandados por el PRC en su pacto con el PP fue que el Ministerio de Fomento (el Gobierno de España estaba en ese momento en manos del PP) agilizase la construcción de la autovía de la Meseta.
A finales de la legislatura, y posiblemente por motivos relacionados con las siguientes elecciones, surgieron discrepancias entre los socios del gobierno relacionadas con el Plan de Ordenación del Litoral, que perseguía proteger la costa cántabra mediante la prohibición de instalaciones y actividades en el terreno costero. Se produjeron diferencias entre la consejería de Medio Ambiente, en manos del PP, que promovía el plan, y la de Obras Públicas, Vivienda y Urbanismo, en manos del PRC. Finalmente, el plan no fue aprobado.
Revilla se había convertido en uno de los líderes más conocidos de Cantabria y debido a ello, la campaña electoral del PRC se centró en el vicepresidente saliente, que repetía como candidato a presidente. En la campaña, Revilla visitó casi todos los municipios cántabros. Tanto PP como PRC criticaron a sus antiguos socios de gobierno.

### En la presidencia del gobierno de Cantabria con el PSOE (2003-2011)

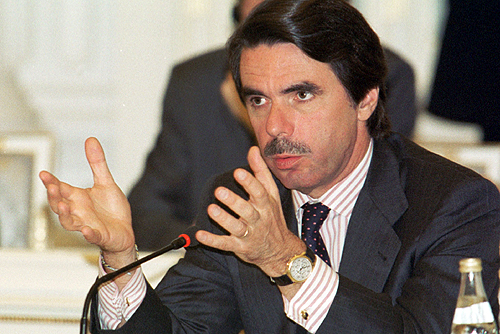
El presidente del Gobierno, José María Aznar, calificó de traición a los electores el pacto en Cantabria entre el PRC y el PSOE en 2003

Tras las elecciones autonómicas de 2003 siguió siendo la tercera fuerza política de Cantabria.  En las municipales, el PRC obtuvo la mayoría absoluta en 22 municipios. En los resultados del PRC influyó la acción llevada a cabo por Revilla como consejero de Obras Públicas, con numerosas obras en los pueblos de Cantabria, en una mezcla de "ruralismo, populismo y cercanía". Celebradas las elecciones, el PRC anunció su intención de no revalidar el pacto con el PP, aludiendo al agotamiento del modelo y a las discrepancias programáticas, por lo que inició conversaciones con el PSOE. Ambos partidos llegaron rápidamente a un acuerdo, aprobado por el secretario general del PSOE, José Luis Rodríguez Zapatero (según Revilla, fue el propio Zapatero el que propuso el pacto), mediante el cual el PRC, que con ocho escaños era la tercera fuerza del parlamento, accedía a la presidencia. Además de esta, el PRC obtuvo cuatro consejerías, las de Obras Públicas y Vivienda; Presidencia, Ordenación del Territorio y Urbanismo; Ganadería, Agricultura y Pesca; y Cultura, Turismo y Deporte. El PSOE obtuvo la vicepresidencia y seis consejerías, la portavocía del gobierno, la presidencia del Parlamento de Cantabria y el senador autonómico. El acuerdo también incluía el compromiso de apoyar al candidato más votado de entre ambos partidos en los ayuntamientos, El acuerdo municipal permitió al PSOE recuperar la alcaldía de Torrelavega y a ambos partidos gobernar en 56 municipios cántabros, entre ellos Laredo y Reinosa (aunque en Castro Urdiales el candidato regionalista, Fernando Muguruza, incumplió el pacto, pactando con el PP para sustituir al candidato socialista). Los analistas atribuyeron el cambio de alianzas del PRC a la intuición de Revilla acerca del cambio de ciclo político en España en 2004, la aprobación de Zapatero a un pacto en el que el partido menos votado obtenía la presidencia, las controversias entre los antiguos socios en la última fase de la legislatura y a los ataques del PP a Revilla durante la campaña. El programa de gobierno de la coalición se centró en infraestructuras, industria, empleo y vivienda. En el ámbito cultural se propuso la transformación de las antiguas instalaciones de la Universidad de Comillas en un centro internacional de enseñanza del español. El Partido Popular desarrolló una oposición centrada especialmente en su antiguo socio de gobierno, posiblemente porque pensaba que la posibilidad de alcanzar la mayoría absoluta dependía de erosionar el electorado del PRC.
Siguiendo su política habitual, el PRC no concurrió a las elecciones generales de 2004. Poco después de firmarse el pacto entre el PSOE y el PRC, Revilla había declarado que el PRC no se presentaría alegando que no sería oportuno "sacrificar" a una persona que pudiera ser útil en Cantabria para intervenir en el pleno del Congreso "después de [José Antonio] Labordeta" (portavoz en aquel momento de la Chunta Aragonesista en el Congreso). Se dio la circunstancia de que, con una participación similar, el PP como PSOE experimentaron un aumento de votos en dichas elecciones que se correspondió, para cada uno de ellos, con aproximadamente la mitad de los votos obtenidos por el PRC en las autonómicas de un año antes. La legislatura transcurrió con tranquilidad, con una adecuada coordinación entre los socios de gobierno.

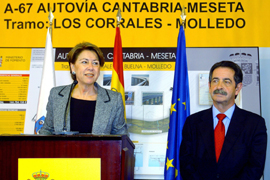
La ministra de Fomento, Magdalena Álvarez con el presidente de Cantabria asistiendo a la presentación de un tramo de la Autovía de la Meseta en marzo de 2005

En las elecciones de 2007 el Partido Popular fue nuevamente ganador. La subida en las municipales no fue tan grande, sin embargo. El PRC había conseguido capitalizar para el presidente del gobierno cántabro la labor del ejecutivo. En tales circunstancias, se reprodujo el pacto PRC-PSOE para el gobierno autónomo, manteniendo la misma proporcionalidad dentro del ejecutivo e incluso las mismas consejerías para cada partido, con ligeras modificaciones. El PRC ocupó de nuevo la presidencia así como las consejerías de Presidencia; Obras Públicas y Vivienda; Cultura, Turismo y Deporte; y Desarrollo Rural, Ganadería, Pesca y Biodiversidad. Fueron también para los socialistas el presidente del Parlamento y el senador de designación autonómica. En el plano municipal, ambos partidos acordaron también gobernar en coalición en 30 ayuntamientos. En Castro Urdiales, la negativa del candidato del PRC, Fernando Muguruza, a apoyar al socialista, líder de la lista más votada, se saldó con la expulsión de aquel del partido regionalista. La alcaldía fue finalmente para Muguruza, con el apoyo del Partido Popular.
El pacto en Cantabria, que de nuevo contó con la aprobación de la dirección federal socialista, incluyó el compromiso para que se llevase el tren de alta velocidad a Cantabria en condiciones y plazos similares a los que conectarían Madrid con el País Vasco, Asturias o Galicia.
De nuevo el PRC no se presentó a las elecciones generales de 2008. Sin embargo, en estas elecciones, el PRC adoptó una política novedosa. No solo anunció el presidente Revilla que votaría al candidato socialista, José Luis Rodríguez Zapatero ("Naturalmente que le voy a votar. No me puedo imaginar para Cantabria un escenario distinto al que hemos puesto en marcha estos años"), sino que participó en mítines del PSOE, pidiendo el voto para este. Los resultados permitieron al PSOE recortar en unos 16 000 votos la distancia con el PP respecto a los resultados de 2004. De acuerdo con estos, una mayoría de los votantes que en 2007 habían apoyado al PRC en las autonómicas votaron ahora al PSOE en las generales.
Las buenas relaciones con el PSOE sufrieron un drástico empeoramiento en mayo de 2010, al anunciar el presidente del Gobierno, José Luis Rodríguez Zapatero, una serie de medidas para recortar el gasto público, entre las que se encontraba la paralización de obras públicas. Revilla amenazó a los socialistas con romper el pacto de gobierno si no se respetaban los compromisos anteriores respecto al AVE a Cantabria. También anunció su intención de presentarse a las generales. Finalmente, el gobierno de José Luis Rodríguez Zapatero anunció en julio que se retomarían las obras.
El 12 de diciembre de 2010, se celebró el X congreso del PRC. Entre las resoluciones adoptadas, se aprobó por unanimidad la concurrencia del partido a las siguientes elecciones generales, por vez primera desde 1993.
Algunos de los logros de los ocho años en los que el PRC ostentó la presidencia de Cantabria fueron el aumento en el número de pasajeros del aeropuerto de Parayas, gracias al acuerdo alcanzado con Ryanair, la creación de la Fundación Comillas, que el Ministerio de Fomento completase la autovía de la Meseta o el proyecto del Plan Eólico, anulado por el Tribunal Superior de Justicia de Cantabria (TSJC). Otras actuaciones, como el nuevo puerto deportivo de Laredo, que costó 90 millones de euros y que, a pesar de haber sido inaugurado en marzo de 2011, seguía cerrado varios meses después por desacuerdos entre la concesionaria y el gobierno regional, la fábrica de fibroyeso de Orejo(GFB), la no llegada del AVE y la no finalización de Valdecilla, entre otras, resultaron polémicas.

### Nuevamente en la oposición en el Parlamento de Cantabria (2011-2015)

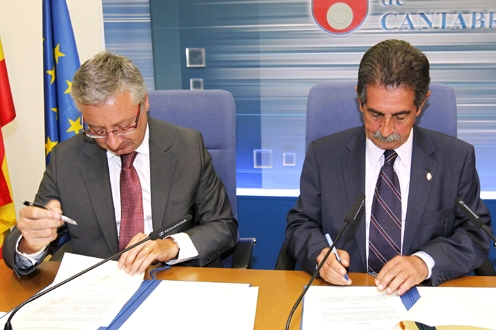
La llegada del AVE a Cantabria fue las principales reivindicaciones del PRC. En la imagen el ministro de Fomento, José Blanco, y el presidente de Cantabria, Miguel Ángel Revilla, firmando el protocolo para la licitación del tramo Palencia-Reinosa el 11 de agosto de 2010

Tras las elecciones autonómicas de 2011 el PRC salió del gobierno de Cantabria. Aunque se mantuvo como la  segunda fuerza política del parlamento,  por segunda vez en la historia autonómica un partido político —en este caso el PP— obtuvo la mayoría absoluta en el Parlamento de Cantabria, lo que permitió la investidura como presidente de la comunidad de su candidato, Ignacio Diego.
Durante el verano de 2011 aparecieron numerosas informaciones periodísticas acerca de conversaciones del PRC con otros partidos regionalistas de centro-derecha que el objetivo de preparar algún tipo de candidatura conjunta. Entre los partidos citados se encontraban Foro Asturias (con el que, sin embargo, Miguel Ángel Revilla negó explícitamente cualquier contacto), el Partido Riojano, Unión del Pueblo Navarro, el Partido Aragonés Regionalista o Coalición Canaria. También se citó a fuerzas políticas de Palencia o a Ciudadanos en Cataluña.
El 2 de septiembre de 2011 Miguel Ángel Revilla anunció que encabezaría la lista del partido para las elecciones generales del 2011, siendo su primera reivindicación la llegada del AVE a Cantabria. La anunciada coalición no se materializó (UPN o el PAR pactaron con el PP), aunque finalmente el PRC recibió el apoyo del Partido Riojano (el cual decidió no concurrir a las elecciones) y de Ciudadanos de Centro Democrático, que solicitó el voto de sus simpatizantes en Cantabria para la formación regionalista. y del Partido Castellano-Partido de Castilla y León (PCAS y PCAL), que anunció que concurría a las elecciones generales en coalición con el PRC.
El PRC, que se mostró seguro de conseguir dos diputados y un senador, mostró como ejes de su campaña la defensa de los intereses de Cantabria, un modelo de equilibrio territorial de "café para todos", en el que el trato a Cantabria fuera el mismo que el dado al resto de comunidades autónomas, de forma que en las Cortes "no se hable solo de Cataluña, Euskadi o Canarias", la unidad de España, la recuperación de la inversión en obra pública, la lucha contra la corrupción, la reforma del Senado y de la ley electoral.
Al no tener representación en las Cortes, el PRC tuvo que recoger el apoyo del 0,1 % del censo electoral de la circunscripción electoral de Cantabria, unas 500 firmas; finalmente consiguió más del doble de lo establecido por ley. Un mes después del anuncio de Revilla de ser el cabeza de lista para el Congreso, Francisco Javier López Marcano fue elegido como número uno de la lista para el Senado.
Celebradas las elecciones, el PRC quedó en tercer lugar tras el Partido Popular (que obtuvo cuatro diputados) y el PSOE (que consiguió uno). Con 44 000 votos (menos de la mitad de los obtenidos en las anteriores elecciones autonómicas), el PRC quedó a 1800 votos de arrebatar un diputado al PP. El único municipio donde el PRC fue el partido más votado fue el Valle de Villaverde (nombre tomado en 2005 por Villaverde de Trucíos). Sus socios del Partido Castellano, que solo pudieron presentar candidatura en Burgos, Palencia, Cuenca y Guadalajara, obtuvieron resultados testimoniales.
El secretario general y cabeza de lista, Miguel Ángel Revilla, declaró que no consideraba el resultado un fracaso, sino que se trataba de un resultado «muy digno» ya que el PRC se había quedado «a las puertas» de obtener representación. También expresó su intención de seguir al frente del partido y de que el PRC se presentará a las elecciones al Parlamento Europeo de 2014. En diciembre, Revilla anunció que se presentaría a la reelección como secretario general en el congreso de 2015, con lo que sería candidato a la presidencia de Cantabria en las elecciones de dicho año.

### Vuelta al Gobierno de Revilla (2015-2019)
En las elecciones al Parlamento de Cantabria de 2015, el PRC obtuvo el 30 % de los votos, convirtiéndose en el segundo partido más votado después del PP y logrando formar una coalición de Gobierno con los votos a favor de PSOE y la abstención de Podemos, que elevó de nuevo a la categoría de presidente de Cantabria a Miguel Ángel Revilla en segunda vuelta.

### 2019: El gran año electoral del PRC
En 2019 decidió presentarse a las elecciones generales de España de abril de 2019, consiguiendo un diputado en el Congreso por primera vez en su historia. José María Mazón, Consejero de Obras Públicas en los últimos gobiernos del PRC, consiguió el 14,55% de los votos.
Tras la repetición de elecciones en noviembre de ese mismo año, el partido consiguió revalidar el escaño obtenido, esta vez con el 21,04% de los votos. En las elecciones al Parlamento de Cantabria de 26 de mayo de 2019, el PRC consiguió el mejor resultado de su historia, con un 37,64% de los votos y 14 diputados.

### 2023: Vuelta a la oposición
En 2023 pasa de tener 14 a 8 escaños en el Parlamento de Cantabria y Revilla anuncia que permitirá la investidura de la candidata popular a la Presidencia de Cantabria.
El partido renuncia a presentarse a las elecciones Generales de 23 de julio.
- Tras no ser reelegido Miguel Ángel Revilla Presidente de Cantabria en Elecciones al Parlamento de Cantabria de 2023 se postula su retirada de la política y del PRC situándose como posibles sucesores de Revilla:
  - Paula Fernández Viaña (vicesecretaria de Organización)
  - Francisco Javier López Marcano (vicesecretario de Acción Territorial)
  - Guillermo Blanco (vicesecretario de Acción Sectorial)

## Funcionamiento interno

### Congresos
Los congresos del PRC se denominan Congreso Regional. En ellos se elige al secretario general y al resto de integrantes de sus órganos de gobierno. Desde su fundación, el PRC ha celebrado diez congresos. Son los siguientes:
| Congreso | Fecha                        | Resoluciones más relevantes |
| -------- | ---------------------------- | --- |
| I        | 8 y 9 de diciembre de 1979   | Aprobación de estatutos, ponencias ideológica, sobre actuación municipal y sobre política agraria, un proyecto de estatuto de autonomía para Cantabria.           |
| II       | 12 y 13 de diciembre de 1981 | Elección de Eduardo Obregón Barreda como secretario general. Rechazo de la enmienda de Benito Huerta proponiendo la definición del PRC como partido de izquierda. |
| III      | 1985                         | |
| IV       | 20 de marzo de 1988          | Miguel Ángel Revilla sustituye a Eduardo Obregón como secretario general                                                                                          |
| V        | 9 de noviembre de 1991       | |
| VI       | 13 de noviembre de 1994      | |
| VII      | 8 de noviembre de 1998       | |
| VIII     | 17 de noviembre de 2002      | |
| IX       | Noviembre de 2006            | Miguel Ángel Revilla anuncia que sería la última vez que optaría a la secretaría general.                                                                         |
| X        | 12 de diciembre de 2010      | Miguel Ángel Revilla es reelegido secretario general. Se decide concurrir a las siguientes elecciones generales españolas                                         |

### Secretario general
El líder del Partido Regionalista de Cantabria es su secretario general. Desde su fundación, han ostentado el cargo las siguientes personas:
- Eduardo Obregón (1982-1988).
- Miguel Ángel Revilla (1988-presente).

### Presidencia de honor
El Partido Regionalista de Cantabria ha tenido un único presidente de honor a lo largo de su historia, entre 2003 y 2006. Este cargo, de carácter honorífico, le fue otorgado a Eduardo Obregón, uno de los fundadores del Partido Regionalista de Cantabria y antiguo concejal del ayuntamiento de Santander, diputado del Parlamento de Cantabria y presidente de la Asamblea Regional entre julio de 1987 y noviembre de 1989, con motivo del 25 aniversario de la fundación del partido (2003).

### Comité ejecutivo
El secretario general y el resto de integrantes del comité ejecutivo del PRC son elegidos por el congreso del partido. El X Congreso Regional del PRC tuvo lugar en diciembre de 2010, y reeligió por unanimidad a Revilla y al comité ejecutivo, que pasaba a tener 62 miembros. Una vez elegida, la comisión ejecutiva elige de entre sus miembros a los vicesecretarios generales y secretarios. Rafael de la Sierra y Javier López Marcano fueron reelegidos vicesecretario general y de Política Institucional respectivamente. De la Sierra ha sido el autor de la ponencia política en los últimos congresos del partido y es considerado uno de los ideólogos del PRC. Sin embargo, tras el fracaso electoral en las generales de 2011, la comisión ejecutiva procedió a una reorganización, asignando al secretario general, Miguel Ángel Revilla, también la responsabilidad organización y creando dos nuevas secretarías vinculadas a la de organización, con el objetivo de "reforzar su estructura interna.
La composición del comité ejecutivo del PRC es la siguiente:
- Secretaría general: Miguel Ángel Revilla;
- Vicesecretaría general: Rafael de la Sierra;
- Vicesecretaría general de política institucional: Francisco Javier López Marcano;
- Secretaría de Organización: Miguel Ángel Revilla;[144]
- Vicesecretaría de Organización zona oriental: Pedro Jado Samperio;
- Vicesecretaría de Organización zona sur: Marisa Díez;
- Vicesecretaría de Organización zona occidental: Rafael Pérez Tezanos;
- Secretaría de Coordinación Institucional (vinculado a Organización): Guillermo Blanco Gómez;[144]
- Secretaría de Política Local (vinculado a Organización): Luis Fernando Fernández Fernández;[144]
- Secretaría de Administración y Finanzas: Alfredo Trueba Calvo;
- Secretaría de Comunicación: Mercedes Larumbe Cano;
- Secretaría de Formación: Pedro Hernando García;
- Secretaría de Juventudes: Jorge Puente Diéguez;
- Secretaría de la Mujer: Matilde Ruiz García;

El resto de órganos de dirección, los comités de disciplina y revisora de cuentas también son elegidos por el congreso del partido. Su composición es la siguiente:
- Comité de Disciplina: Carmen Robledo García, Manuel Sañudo Sainz y Silvia Estrada Gandarilla;
- Comisión Revisora de Cuentas: Alfredo Trueba Calvo, Estanislao Fernández Ortiz, Ulises Díaz Díaz.

### Comisión permanente
Desde diciembre de 2011, la comisión permanente la forman el secretario general, Miguel Ángel Revilla, y los dos vicesecretarios, Rafael de la Sierra González (vicesecretario general y n.º 2 del PRC) y Francisco Javier López Marcano (Vicesecretario de política institucional), Fernando Fernández, de Política Local, y Guillermo Blanco, de Coordinación Institucional; la secretaria de Comunicación, Mercedes Larumbe, y el secretario de Administración y Finanzas, Alfredo Trueba.

### Organización juvenil
Juventudes Regionalistas de Cantabria es la organización juvenil del PRC. Pertenecen a ella los militantes del PRC de entre dieciséis y treinta años. Fue fundada en 1986 y cuenta, según declara, con unos 900 militantes. Su secretario general es, desde 2015, Iñigo Claramunt. Desde su creación, ha habido otros ocho secretarios generales: Ángel Sáinz, Federico Díaz, Fernando Capracci, Joaquín Incera, Pedro Diego, Ulises Díaz, Jorge Puente Diéguez y Jairo Ceballos.

## Representación institucional

### Parlamento de Cantabria
Tras las elecciones autonómicas de 2011, el PRC consiguió 12 diputados de 39, convirtiéndose en la segunda fuerza del Parlamento de Cantabria, por detrás del Partido Popular y por delante del PSOE. El portavoz del grupo regionalista es Rafael de la Sierra. Algunos parlamentarios destacables son:
- Miguel Ángel Revilla: diputado en el Parlamento de Cantabria desde 1983, vicepresidente del Gobierno de Cantabria y consejero de Obras Públicas, Vivienda y Urbanismo entre 1995 y 2003, presidente del Gobierno entre 2003 y 2011[82] y desde 2015.
- Rafael de la Sierra: diputado en el Parlamento de Cantabria desde 1991, consejero de Cultura, Educación y Deporte (diciembre de 1990-junio de 1991), presidente del Parlamento de Cantabria (1999-2003).[81]
- Francisco Javier López Marcano: diputado en el Parlamento de Cantabria desde 1999, consejero de Cultura y Deporte (1995-1999), consejero de Cultura, Turismo y Deporte (2003-2011).[152]
- José María Mazón: diputado en el Parlamento de Cantabria desde 2007, consejero de Obras Públicas y Vivienda (2003-2007), consejero de Obras Públicas, Ordenación del Territorio, Vivienda y Urbanismo (2007-2011).[153] Número 1 en las listas al Congreso de los Diputados por Cantabria en Elecciones generales de España de 2019.[154]

### Ayuntamientos
El PRC obtuvo 319 concejales en las elecciones municipales de 2011, consiguiendo la mayoría absoluta en 22 de ellos (dos más que en las anteriores elecciones). Estos resultados le permitieron alzarse con la alcaldía en 31 municipios y participar en el equipo de gobierno mediante coaliciones en otros 52. En noviembre de 2011, el PRC perdió una de dichas alcaldías, la de Selaya, en la cual gobernaba con mayoría absoluta, al abandonar su alcalde, José Luis López Cobo, el PRC y pedir el voto para el PP en las inminentes elecciones generales (López Cobo procedía de la UPCA y, anteriormente, del Partido Popular; se había presentado por primera vez como candidato del PRC en 2003).
Reinosa es el municipio más importante con alcalde regionalista. Castro Urdiales, Laredo y Santoña son los municipios más importantes en los que el PRC participa en el equipo de gobierno, en todos ellos en coalición con el Partido Popular (en Castro Urdiales participa también, desde enero de 2012, Anexión a Vizcaya; en Santoña participa también el Movimiento Falangista de España).

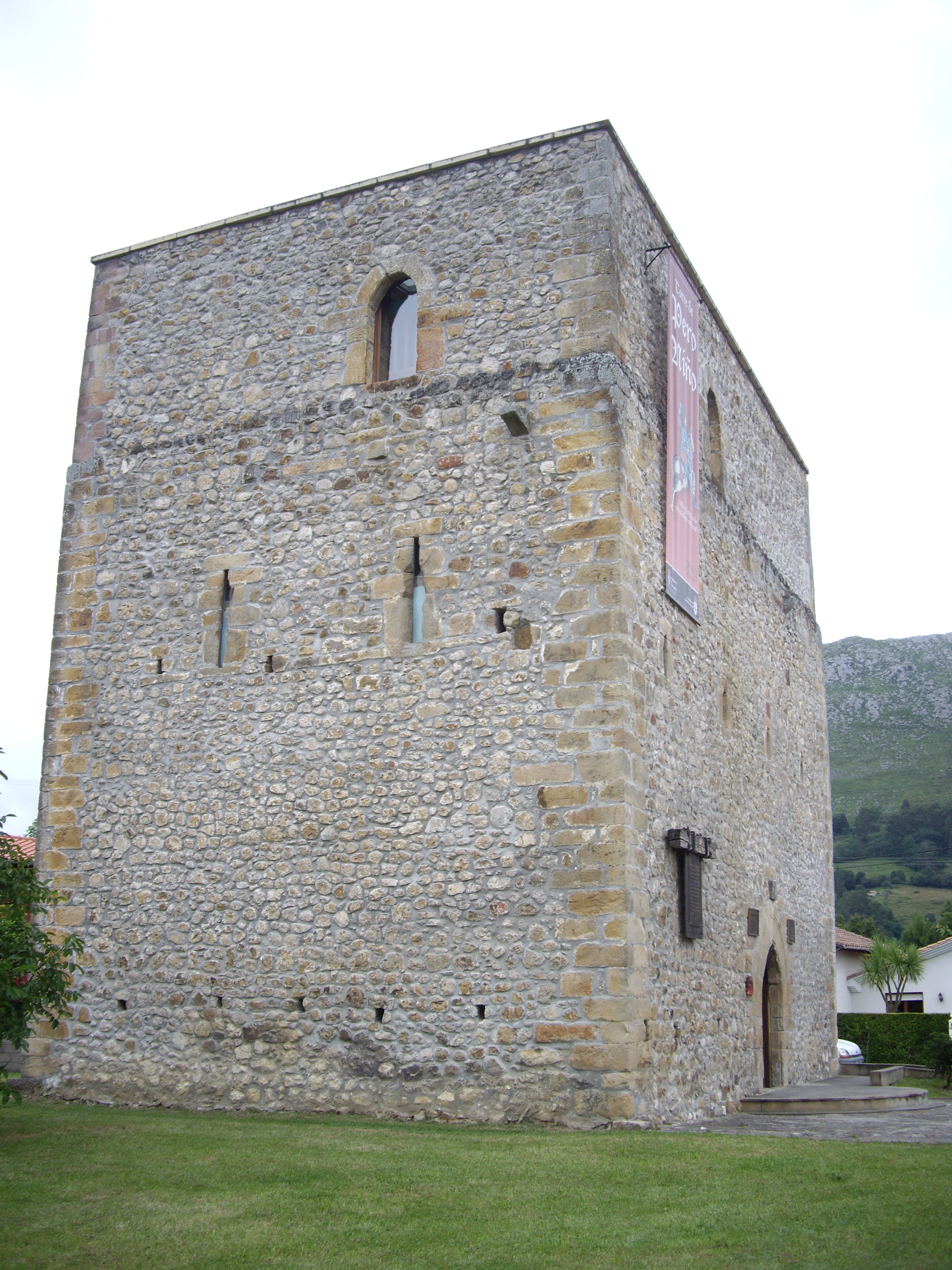
La Torre de Pero Niño de San Felices de Buelna. El alcalde de este municipio, el exciclista José Antonio González Linares, fue el alcalde más votado de España en las elecciones municipales de 2011

Lista de alcaldes
| Municipio             | Votos | %     | Alcalde                        | Notas                     | Referencias     |
| --------------------- | ----- | ----- | ------------------------------ | ------------------------- | --------------- |
| Anievas               | 107   | 37,15 | Agustín Pernía                 | Coalición con el PSC-PSOE | [ 166 ] [ 167 ] |
| Arenas de Iguña       | 505   | 36,92 | Pablo Gómez                    | Coalición con el PSC-PSOE | [ 168 ] [ 169 ] |
| Arredondo             | 245   | 58,47 | Luis Santander Peral           | Mayoría absoluta          | [ 170 ] [ 171 ] |
| Bárcena de Cicero     | 943   | 40,66 | Gumersindo Ranero Lavín        | Coalición con el PSC-PSOE | [ 172 ] [ 173 ] |
| Bareyo                | 682   | 46,68 | José de la Hoz Lainz           | Mayoría absoluta          | [ 174 ] [ 175 ] |
| Cabuérniga            | 350   | 44,87 | Gabriel Gómez Martínez         | Lista más votada          | [ 176 ] [ 177 ] |
| Camaleño              | 338   | 42,46 | Óscar Casares                  | Lista más votada          | [ 178 ] [ 179 ] |
| Campoo de Yuso        | 275   | 57,89 | Eduardo Ortiz García           | Mayoría absoluta          | [ 180 ] [ 181 ] |
| Comillas              | 662   | 37,92 | María Teresa Noceda Llano      | Lista más votada          | [ 182 ] [ 183 ] |
| Guriezo               | 702   | 46,09 | Adolfo Izaguirre               | Mayoría absoluta          | [ 184 ] [ 185 ] |
| Hazas de Cesto        | 380   | 40,73 | José María Ruiz                | Coalición con el PSC-PSOE | [ 186 ] [ 187 ] |
| Herrerías             | 313   | 59,73 | Juan Francisco Linares Buenaga | Mayoría absoluta          | [ 188 ] [ 189 ] |
| Luena                 | 271   | 49,82 | José Ángel Ruiz Gómez          | Mayoría absoluta          | [ 190 ] [ 191 ] |
| Miera                 | 154   | 40,96 | Tarsicio Gómez Higuera         | Mayoría absoluta          | [ 192 ] [ 193 ] |
| Polaciones            | 116   | 59,18 | Teodoro Ruiz Quevedo           | Mayoría absoluta          | [ 194 ] [ 195 ] |
| Puente Viesgo         | 1351  | 65,77 | Rafael Lombilla Martínez       | Mayoría absoluta          | [ 196 ] [ 197 ] |
| Reinosa               | 1725  | 28,56 | José Miguel Barrio Fernández   | Coalición con el PSC-PSOE | [ 198 ] [ 199 ] |
| Ribamontán al Mar     | 1266  | 46,68 | Francisco Manuel Asón Pérez    | Mayoría absoluta          | [ 200 ] [ 201 ] |
| Ruesga                | 420   | 52,83 | Jesús Ramón Ochoa Ortiz        | Mayoría absoluta          | [ 202 ] [ 203 ] |
| San Felices de Buelna | 1427  | 85,24 | José Antonio González Linares  | Mayoría absoluta          | [ 204 ] [ 205 ] |
| San Miguel de Aguayo  | 95    | 69,85 | Alberto Fernández Saiz         | Mayoría absoluta          | [ 206 ] [ 207 ] |
| San Pedro del Romeral | 335   | 78,27 | Pedro Gómez Ruiz               | Mayoría absoluta          | [ 208 ] [ 209 ] |
| San Roque de Riomiera | 205   | 68,56 | Antonio Fernández Diego        | Mayoría absoluta          | [ 210 ] [ 211 ] |
| Santiurde de Toranzo  | 455   | 36,75 | Estanislao Fernández Ortiz     | Coalición con el PSC-PSOE | [ 212 ] [ 213 ] |
| Soba                  | 616   | 64,98 | Julián José Fuentecilla        | Mayoría absoluta          | [ 214 ] [ 215 ] |
| Solórzano             | 390   | 51,45 | Javier González Barquín        | Mayoría absoluta          | [ 216 ] [ 217 ] |
| Valderredible         | 476   | 56,33 | Luis Fernando Fernández        | Mayoría absoluta          | [ 218 ] [ 219 ] |
| Valle de Villaverde   | 175   | 58,33 | Pedro María Llaguno            | Mayoría absoluta          | [ 220 ] [ 221 ] |
| Vega de Liébana       | 376   | 58,48 | Gregorio Miguel Alonso         | Mayoría absoluta          | [ 222 ] [ 223 ] |
| Villacarriedo         | 824   | 62,85 | Ángel Sainz                    | Mayoría absoluta          | [ 224 ] [ 225 ] |

## Representación europea
En el Comité Europeo de las Regiones, el Partido Regionalista de Cantabria pertenece al grupo de Renew Europe del CdR con un miembro para el mandato de 2020-2025. Paula Fernández Viaña es coordinadora adjunta de la Comisión NAT. 

## Resultados electorales

### Elecciones municipales

Partidos políticos más votados en las elecciones municipales de 2023 en Cantabria.

Resultados globales
| Elecciones                               | Votos  | %    | % (en Cantabria) | Concejales | Referencias            |
| ---------------------------------------- | ------ | ---- | ---------------- | ---------- | ---------------------- |
| Elecciones municipales españolas de 1979 | 23 870 | 0,14 | 9,7              | 81         | [ 227 ] [ 228 ] [ 28 ] |
| Elecciones municipales españolas de 1983 | 13 644 | 0,07 | 4,9              | 63         | [ 24 ] [ 228 ] [ 44 ]  |
| Elecciones municipales españolas de 1987 | 28 227 | 0,14 | 9,45             | 100        | [ 229 ]                |
| Elecciones municipales españolas de 1991 | 18 966 | 0,1  | 6,44             | 69         | [ 230 ]                |
| Elecciones municipales españolas de 1995 | 33 221 | 0,15 | 10,42            | 88         | [ 231 ]                |
| Elecciones municipales españolas de 1999 | 49 898 | 0,23 | 15,75            | 217        | [ 232 ]                |
| Elecciones municipales españolas de 2003 | 66 592 | 0,29 | 19,32            | 276        | [ 233 ]                |
| Elecciones municipales españolas de 2007 | 73 657 | 0,33 | 21,43            | 303        | [ 234 ]                |
| Elecciones municipales españolas de 2011 | 70 634 | 0,31 | 20,81            | 319        | [ 155 ]                |
| Elecciones municipales españolas de 2015 | 71 952 | 0,32 | 22,14            | 325        | [ 235 ]                |
| Elecciones municipales españolas de 2019 | 82 077 | 0,36 | 25,14            | 351        | [ 236 ]                |
| Elecciones municipales españolas de 2023 | 59 655 | 0,26 | 18,37            | 293        | [ 236 ]                |

Resultados en el ayuntamiento de Santander
| Elecciones                     | Votos  | %     | Concejales | Referencias    |
| ------------------------------ | ------ | ----- | ---------- | -------------- |
| Elecciones municipales de 1979 | 10 416 | 13,93 | 4          | [ 27 ] [ 237 ] |
| Elecciones municipales de 1983 | n/d    | n/d   | 0          | [ 27 ]         |
| Elecciones municipales de 1987 | 7621   | 7,91  | 2          | [ 238 ]        |
| Elecciones municipales de 1991 | 4443   | 4,95  | 0          | [ 239 ]        |
| Elecciones municipales de 1995 | 13 014 | 12,08 | 3          | [ 240 ]        |
| Elecciones municipales de 1999 | 6914   | 7,51  | 2          | [ 241 ]        |
| Elecciones municipales de 2003 | 12 732 | 12,49 | 3          | [ 242 ]        |
| Elecciones municipales de 2007 | 16 977 | 17,23 | 5          | [ 243 ]        |
| Elecciones municipales de 2011 | 13 703 | 14,64 | 3          | [ 244 ]        |
| Elecciones municipales de 2015 | 13 616 | 14,40 | 4          | [ 245 ]        |
| Elecciones municipales de 2019 | 16 810 | 19,00 | 5          | [ 246 ]        |
| Elecciones municipales de 2023 | 9621   | 11,05 | 3          | [ 247 ]        |

### Elecciones autonómicas
| Elecciones                                             | Votos        | %     | Diputado(s) | +/-         | Gobierno                                             | Referencias |
| ------------------------------------------------------ | ------------ | ----- | ----------- | ----------- | ---------------------------------------------------- | ----------- |
| Elecciones a la Asamblea Regional de Cantabria de 1983 | 18 767 (#3)  | 6,76  | 2/35        |             | Oposición                                            | [ 43 ]      |
| Elecciones a la Asamblea Regional de Cantabria de 1987 | 38 202 (#3)  | 13,00 | 5/39        | 3           | Oposición (1987-1990)                                | [ 248 ]     |
| Elecciones a la Asamblea Regional de Cantabria de 1987 | 38 202 (#3)  | 13,00 | 5/39        | 3           | Gobierno de coalición con AP, PSOE y CDS (1990-1991) | [ 248 ]     |
| Elecciones a la Asamblea Regional de Cantabria de 1991 | 18 789 (#4)  | 6,46  | 2/39        | 3           | Oposición                                            | [ 249 ]     |
| Elecciones a la Asamblea Regional de Cantabria de 1995 | 46 587 (#4)  | 14,84 | 6/39        | 4           | Gobierno de coalición con PP                         | [ 250 ]     |
| Elecciones al Parlamento de Cantabria de 1999          | 42 896 (#3)  | 13,85 | 6/39        | Sin cambios | Gobierno de coalición con PP                         | [ 251 ]     |
| Elecciones al Parlamento de Cantabria de 2003          | 66 480 (#3)  | 19,65 | 8/39        | 2           | Gobierno de coalición con PSOE                       | [ 252 ]     |
| Elecciones al Parlamento de Cantabria de 2007          | 99 159 (#2)  | 29,14 | 12/39       | 4           | Gobierno de coalición con PSOE                       | [ 253 ]     |
| Elecciones al Parlamento de Cantabria de 2011          | 98 887 (#2)  | 29,15 | 12/39       | Sin cambios | Oposición                                            | [ 150 ]     |
| Elecciones al Parlamento de Cantabria de 2015          | 96 070 (#2)  | 30,00 | 12/35       | Sin cambios | Gobierno de coalición con PSOE                       | [ 254 ]     |
| Elecciones al Parlamento de Cantabria de 2019          | 122 479 (#1) | 37,74 | 14/35       | 2           | Gobierno de coalición con PSOE                       | [ 255 ]     |
| Elecciones al Parlamento de Cantabria de 2023          | 67 523 (#2)  | 20,79 | 8/35        | 6           | Oposición                                            | [ 256 ]     |

### Elecciones generales
Congreso
| Elecciones                                          | Votos  | %    | % (en Cantabria) | Diputado(s) | Referencias |
| --------------------------------------------------- | ------ | ---- | ---------------- | ----------- | ----------- |
| Elecciones generales españolas de 1993              | 18 608 | 0,08 | 5,65 (#5)        | 0/5         | [ 71 ]      |
| Elecciones generales españolas de 2011              | 44 010 | 0,18 | 12,53 (#3)       | 0/5         | [ 135 ]     |
| Elecciones generales españolas de abril de 2019     | 52 197 | 0,20 | 14,59 (#4)       | 1/5         | [ 257 ]     |
| Elecciones generales españolas de noviembre de 2019 | 68 580 | 0,28 | 21,10 (#3)       | 1/5         |             |

Senado
| Elecciones                                          | Candidato                         | Votos  | % (en Cantabria) | Elegido | Referencias |
| --------------------------------------------------- | --------------------------------- | ------ | ---------------- | ------- | ----------- |
| Elecciones generales españolas de 1979              | Benito Huerta Argenta             | 33 220 | 13,08            | No      | [ 25 ]      |
| Elecciones generales españolas de 1979              | Eduardo Obregón Barreda           | 30 415 | 11,98            | No      | [ 25 ]      |
| Elecciones generales españolas de 1979              | Ramón Arias Azpiazu               | 26 430 | 10,41            | No      | [ 25 ]      |
| Elecciones generales españolas de 1993              | José María de Cos Salas           | 9319   | 2,90             | No      | [ 258 ]     |
| Elecciones generales españolas de 1993              | Eduardo Obregón Barreda           | 8568   | 2,66             | No      | [ 258 ]     |
| Elecciones generales españolas de 1993              | Carlos Montans Rueda              | 6796   | 2,11             | No      | [ 258 ]     |
| Elecciones generales españolas de 1993              | Jesús Ruiz Aja                    | 3537   | 1,10             | No      | [ 258 ]     |
| Elecciones generales españolas de 2011              | Francisco Javier López Marcano    | 36 008 | 10,40            | No      | [ 135 ]     |
| Elecciones generales españolas de 2011              | José María Fuentes-Pila Estrada   | 33 838 | 9,78             | No      | [ 135 ]     |
| Elecciones generales españolas de 2011              | Juncal Herreros Izquierdo         | 32 263 | 9,32             | No      | [ 135 ]     |
| Elecciones generales españolas de abril de 2019     | María Rosa Valdés Huidobro        | 55 474 | 15,99            | No      | [ 259 ]     |
| Elecciones generales españolas de abril de 2019     | Francisco Javier Gómez Blanco     | 50 059 | 14,42            | No      | [ 259 ]     |
| Elecciones generales españolas de abril de 2019     | María Teresa Noceda Llano         | 48 459 | 13,96            | No      | [ 259 ]     |
| Elecciones generales españolas de noviembre de 2019 | Luis Fernando Fernández Fernández | 64 339 | 20,32            | No      | [ 260 ]     |
| Elecciones generales españolas de noviembre de 2019 | Aurora Cuero Fuentecilla          | 58 118 | 18,35            | No      | [ 260 ]     |
| Elecciones generales españolas de noviembre de 2019 | Ángel Sainz Ruiz                  | 54 283 | 17,14            | No      | [ 260 ]     |

### Elecciones al Parlamento Europeo
| Elecciones                                | Votos (en toda España) | Votos (en Cantabria) | % (en toda España) | % (en Cantabria) | Diputado(s) | Referencias |
| ----------------------------------------- | ---------------------- | -------------------- | ------------------ | ---------------- | ----------- | ----------- |
| Elecciones al Parlamento Europeo de 1987  | 14 553                 | 14 553               | 0,08               | 4,91             | 0           | [ 261 ]     |
| Elecciones al Parlamento Europeo de 1989a | 151 835                | 6141                 | 0,96               | 2,55             | 0           | [ 262 ]     |

aEl PRC formaba parte de la candidatura de la Federación de Partidos Regionales.

## Implantación
Debido a su discurso de defensa de las tradiciones de Cantabria, el PRC recibe gran parte de sus apoyos en las zonas rurales. En los núcleos urbanos sus resultados son comparativamente peores, especialmente en la capital, Santander, donde el Partido Popular obtiene mayorías absolutas desde 1999 a excepción de las elecciones del 2015 y del 2019 en las cuales consiguieron ser primera fuerza política. Pero quedándose a las puertas de la mayoría absoluta.
José María Mazón: Número 1 en las listas al Congreso de los Diputados por Cantabria en las elecciones generales de España de 2019.

### Líderes de PRC
- Miguel Ángel Revilla,  es un economista, profesor, escritor y político español, actual presidente de Cantabria y secretario general.
- José María Mazón, es un ingeniero de caminos, canales y puertos y político español. Actualmente es diputado del Congreso de los Diputados por Cantabria para la XIV legislatura, portavoz en  el Congreso de los Diputados.
- Pedro Hernando, portavoz en el Parlamento de Cantabria
- José Miguel Fernández Viadero, portavoz en el Senado de España
- Paula Fernández Viaña, Consejera de Presidencia, Interior, Justicia y Acción Exterior de Cantabria.
- Javier López Estrada, alcalde de Torrelavega.
- Luis Javier Casas, Secretario/a general Juventudes Regionalistas de Cantabria
- José Luis Gochicoa González, Consejero de Obras Públicas, Ordenación del Territorio y Urbanismo de Cantabria.
- Juan Guillermo Blanco Gómez, Consejero de Desarrollo Rural, Ganadería, Pesca, Alimentación y Medio Ambiente de Cantabria.
- Marina Lombó Gutiérrez, Consejera de Educación, Formación Profesional y Turismo de Cantabria.
- Luis Santander Peral, alcalde de Arredondo.
- José de la Hoz Lainz, alcalde de Bareyo
- Adolfo Izaguirre, alcalde de Guriezo
- Juan Francisco Linares Buenaga, alcalde de Herrerías
- José Ángel Ruiz Gómez, alcalde de Luena
- Tarsicio Gómez Higuera, alcalde de Miera
- Teodoro Ruiz Quevedo, alcalde de Poblaciones
- Rafael Lombilla Martínez, alcalde de Puente Viesgo
- Francisco Manuel Asón Pérez, alcalde de Ribamontán al Mar
- Jesús Ramón Ochoa Ortiz, alcalde de Ruesga
- José Antonio González Linares, alcalde de San Felices de Buelna
- Alberto Fernández Saiz, alcalde de San Miguel de Aguayo
- Pedro Gómez Ruiz, alcalde de San Pedro del Romeral
- Antonio Fernández Diego, alcalde de San Roque de Riomiera
- Julián José Fuentecilla Mayoría, alcalde de Soba
- Javier González Barquín, alcalde de Solórzano
- Luis Fernando Fernández, alcalde de Valderredible
- Pedro María Llaguno, alcalde de Valle de Villaverde
- Gregorio Miguel Alonso, alcalde de Vega de Liébana
- Ángel Sainz, alcalde de Villacarriedo

La composición del comité ejecutivo del PRC es la siguiente:
- Secretaría general: Miguel Ángel Revilla;
- Vicesecretaría general: Rafael de la Sierra;
- Vicesecretaría general de política institucional: Francisco Javier López Marcano;
- Secretaría de Organización: Miguel Ángel Revilla;[144]
- Vicesecretaría de Organización zona oriental: Pedro Jado Samperio;
- Vicesecretaría de Organización zona sur: Marisa Díez;
- Vicesecretaría de Organización zona occidental: Rafael Pérez Tezanos;
- Secretaría de Coordinación Institucional (vinculado a Organización): Guillermo Blanco Gómez;[144]
- Secretaría de Política Local (vinculado a Organización): Luis Fernando Fernández Fernández;[144]
- Secretaría de Administración y Finanzas: Alfredo Trueba Calvo;
- Secretaría de Comunicación: Mercedes Larumbe Cano;
- Secretaría de Formación: Pedro Hernando García;
- Secretaría de Juventudes: Jorge Puente Diéguez;
- Secretaría de la Mujer: Matilde Ruiz García;
- Vocales: Ana Abarca Díaz, Gregorio Alonso Bedoya, Severiano Ballesteros Lavín, Avelina Bárcena Goicoechea, José Miguel Barrio Fernández, Eva Bartolomé Arciniega, Guillermo Blanco Gómez, Alodia Blanco Santamaría, José Luis Cobo Fernández, Fernando Castro Gutiérrez, Javier Conde Madrid, Bernardo Colsa Lloreda, Asunción Cuevas Cosío, José de la Hoz Laiz, Paula Fernández Viaña, Claudia Fernández Serrato, Julián Fuentecilla García, José María Fuentes-Pila Estrada, Pedro García Carmona, Francisco Javier Gómez Blanco, Luis Herrera Noreña, Rocío Herrero González, Miguel Izquierdo Malpelo, Adolfo Izaguirre Ruiz, Francisco Linares Buenaga, Ricardo Lombera Helguera, Rafael Lombilla Martínez, Alfredo Madrazo Maza, Engracia Mantecón Revuelta, José María Mazón Ramos, Vicente Mediavilla, Mª Teresa Noceda Llano, Ana Obregón Abascal, Jesús Ramón Ochoa Ortiz, Jesús Oria Díaz, Eduardo Ortiz García, Valentín Pardo García, Antonio Pérez Martínez, Rafael Pérez Tezanos, Juan José Perojo Cagigas, Ana Poo Espinosa, Mónica Quevedo Aguado, Gema Quintana Ortiz, Alfredo Rodríguez Otero, Mª Ángeles Ruiz Hoyos, Raúl Santiago Vasco, Ángel Sainz Ruiz, Francisco Sierra Fernández, Conchi Solanas Guerrero, Manuel Solana Gómez, Rosa Valdés Huidobro, Javier López Estrada, Jorge Puente Diéguez.

El resto de órganos de dirección, los comités de disciplina y revisora de cuentas también son elegidos por el congreso del partido. Su composición es la siguiente:
- Comité de Disciplina: Carmen Robledo García, Manuel Sañudo Sainz y Silvia Estrada Gandarilla;
- Comisión Revisora de Cuentas: Alfredo Trueba Calvo, Estanislao Fernández Ortiz, Ulises Díaz Díaz.

- Comisión permanente la forman el secretario general, Miguel Ángel Revilla, y los dos vicesecretarios, Rafael de la Sierra González (vicesecretario general y n.º 2 del PRC) y Francisco Javier López Marcano (Vicesecretario de política institucional), Fernando Fernández, de Política Local, y Guillermo Blanco, de Coordinación Institucional; la secretaria de Comunicación, Mercedes Larumbe, y el secretario de Administración y Finanzas, Alfredo Trueba.[144]